# Vodní nádrž Kamenička
Vodní nádrž Kamenička je přehradní nádrž na potoce Kamenička v Krušných horách, v katastrálním území Bečov obce Blatno na severozápadě Čech v okrese Chomutov. Je součástí vodohospodářské soustavy v oblasti severočeské hnědouhelné pánve. Správcem vodního díla je státní podnik Povodí Ohře.

## Historie
Na konci 19. století byl Chomutov nedostatečně zásobován pouze nekvalitní vodou čerpanou ze studní. Městská rada proto rozhodla o výstavbě přehrady původně nazvané Údolní přehrada Císaře Františka Josefa (německy Talsperre des Kaissers Franz Josef I. kraft von der Stadtgemainde Komotau). Vodohospodářský projekt, který počítal se spotřebou 60 l na osobu, zpracovala teplická firma Rumpel & Niklas v roce 1891. Výstavba přehrady na Chomutovce byla z důvodu nedostatečného množství vody v  řece zamítnuta a na základě posudku profesora Otto Luegera byla vybrána varianta s přehradou na Kameničce. Stavbu, na které pracovalo 700–1000 dělníků zejména z Chorvatska a Itálie, provedla vídeňská firma G. A. Wayss & Cie v letech 1899–1904.

## Popis

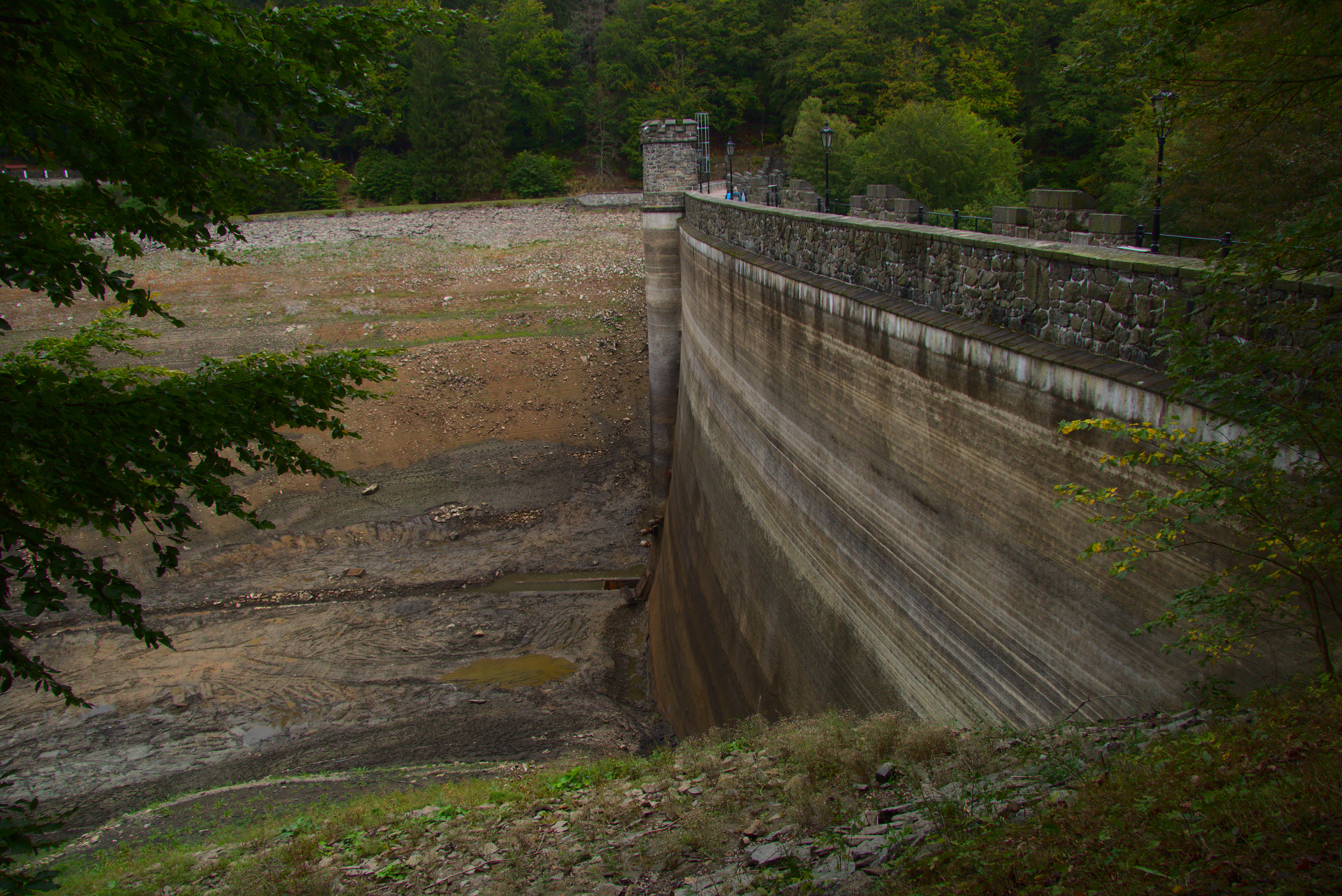
Vyprázdněná vodní nádrž, hráz s odběrnou věží

Obloukovitá tížná hráz stojí 1,5 km před ústím potoka Kamenička do Chomutovky. Je dlouhá 153 m, vysoká asi 33 m a vytváří nádrž o ploše 6 ha a délce vzdutí 470 m. Hráz je vyzděná z lomového kamene na žulovém podkladu. Její součástí je odběrná věž s dvojicí spodních výpustí o průměru 400 mm. Odběr pitné vody probíhá ve výškách 2,5 m, 6,5 m a 10 m nad dnem nádrže.
Před přetečením je hráz chráněna asi 24 m dlouhým bezpečnostním přelivem s kapacitou 29 m³/s. Voda z přelivu stéká kaskádou do koryta pod hrází. Do přelivu ústí také obtokový kanál, který po levé straně nádrže odvádí případnou nekvalitní vodu mimo nádrž.

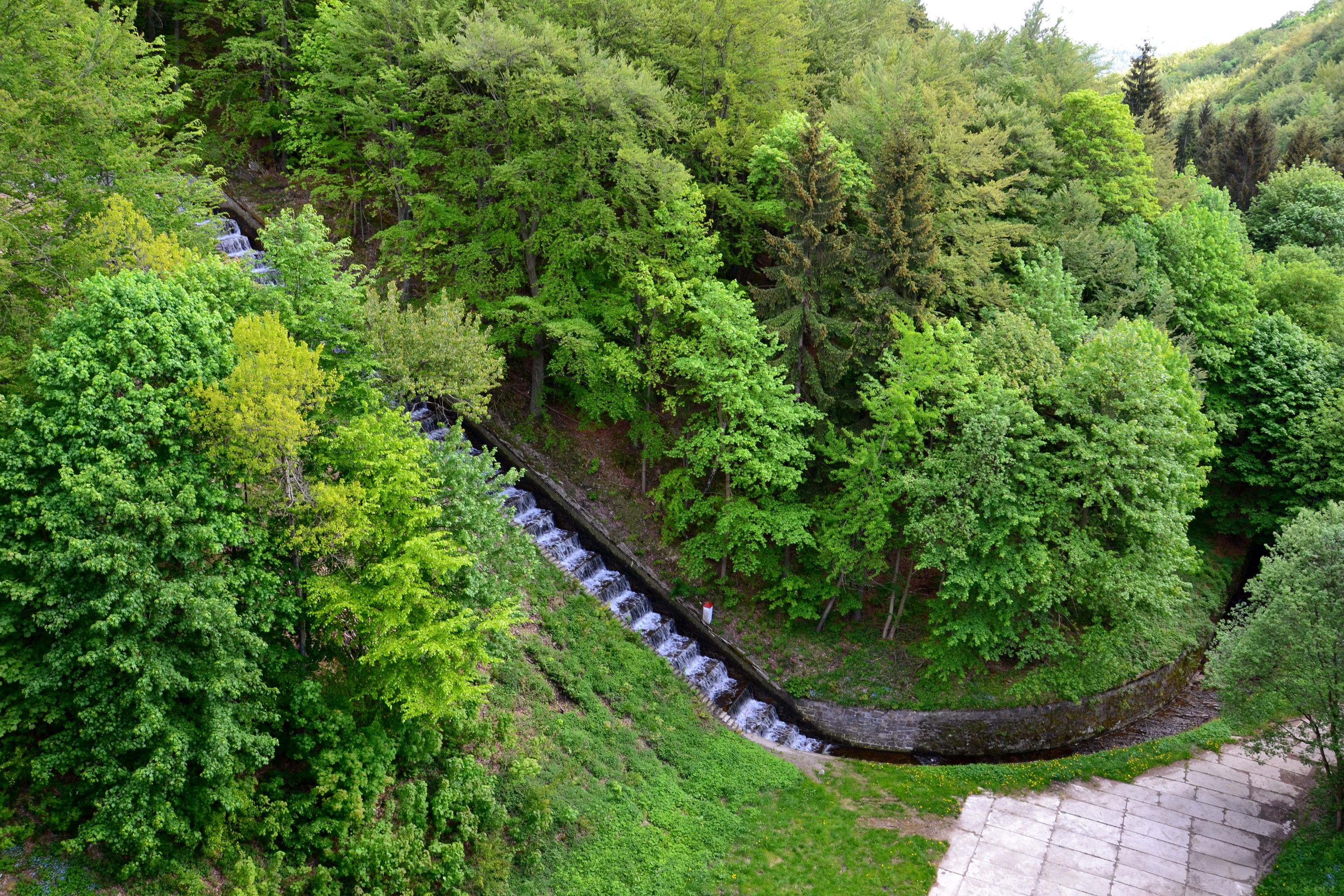
Kaskádovitý přepad bezpečnostního přelivu

Součástí projektu přehrady je také Dieterova štola, která při tání sněhu nebo velkých deštích odvádí nekvalitní vodu z horských rašelinišť do Chomutovky v Bezručově údolí.

## Hydrologické údaje
Vodní nádrž shromažďuje vodu z povodí o rozloze 12,46 km², ve kterém je dlouhodobý roční průměr srážek 880 milimetrů. Průměrný roční průtok je 0,16 m³/s.
| N             | 1   | 5   | 10  | 50   | 100  |
| ------------- | --- | --- | --- | ---- | ---- |
| Průtok (m³/s) | 1,5 | 4,5 | 7,3 | 18,8 | 28,0 |

## Využití
Vodní nádrž slouží k zásobování pitnou vodou, která se dále upravuje v úpravně vody III. mlýn. Přehrada je technickou památkou, přístup na hráz a do okolního prvního ochranného pásma vodního zdroje není povolen. Po pravém břehu souběžně vedou modře značená turistická značka a cyklotrasa č. 3078. V údolí Kameničky se asi 1,5 km nad nádrží nachází přírodní rezervace Buky nad Kameničkou s porostem 200 let starého bukového lesa.

## Galerie

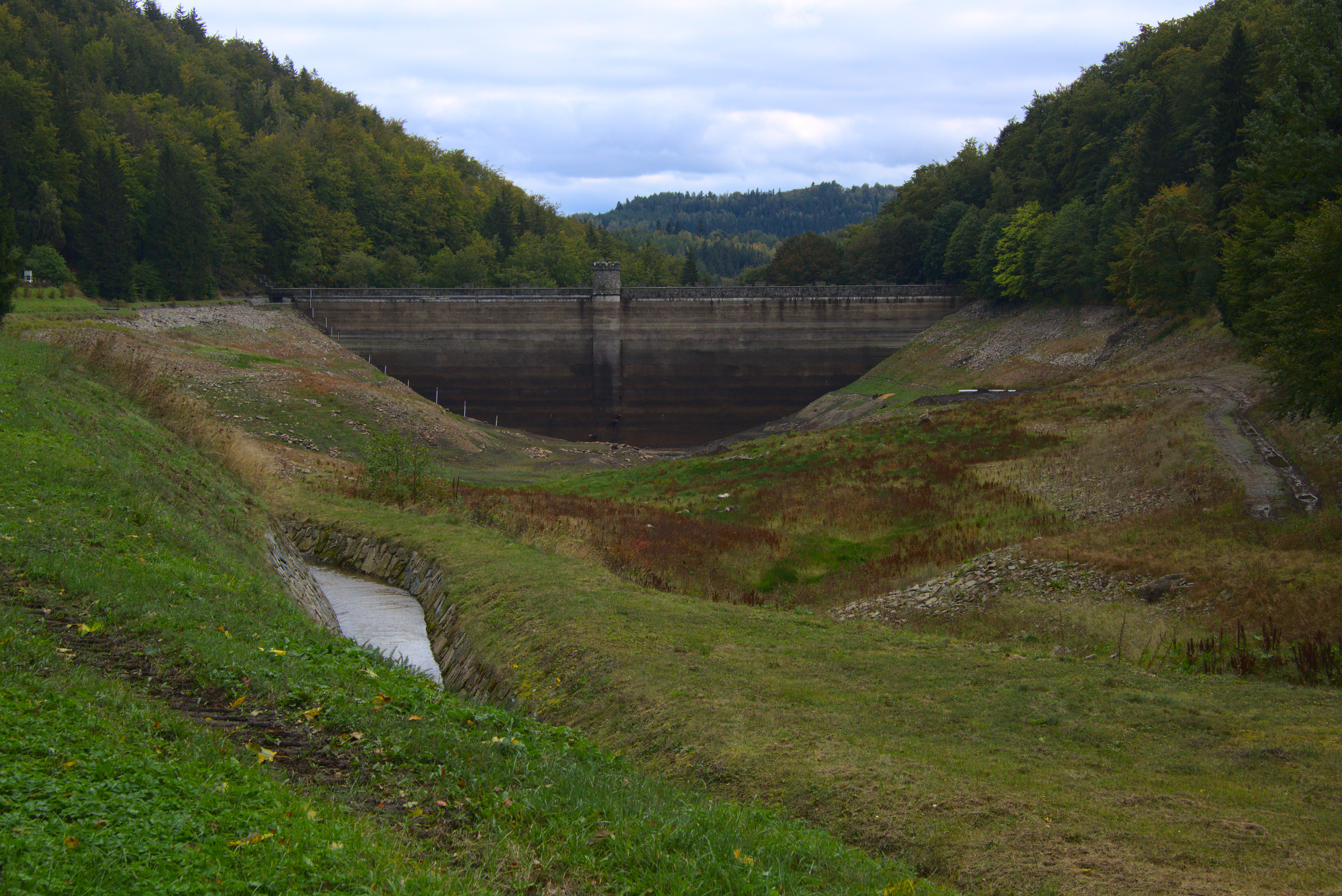
Vodní nádrž vyprázdněná z důvodu rekonstrukce. Nalevo stejnojmenný potok obtékající nádrž.
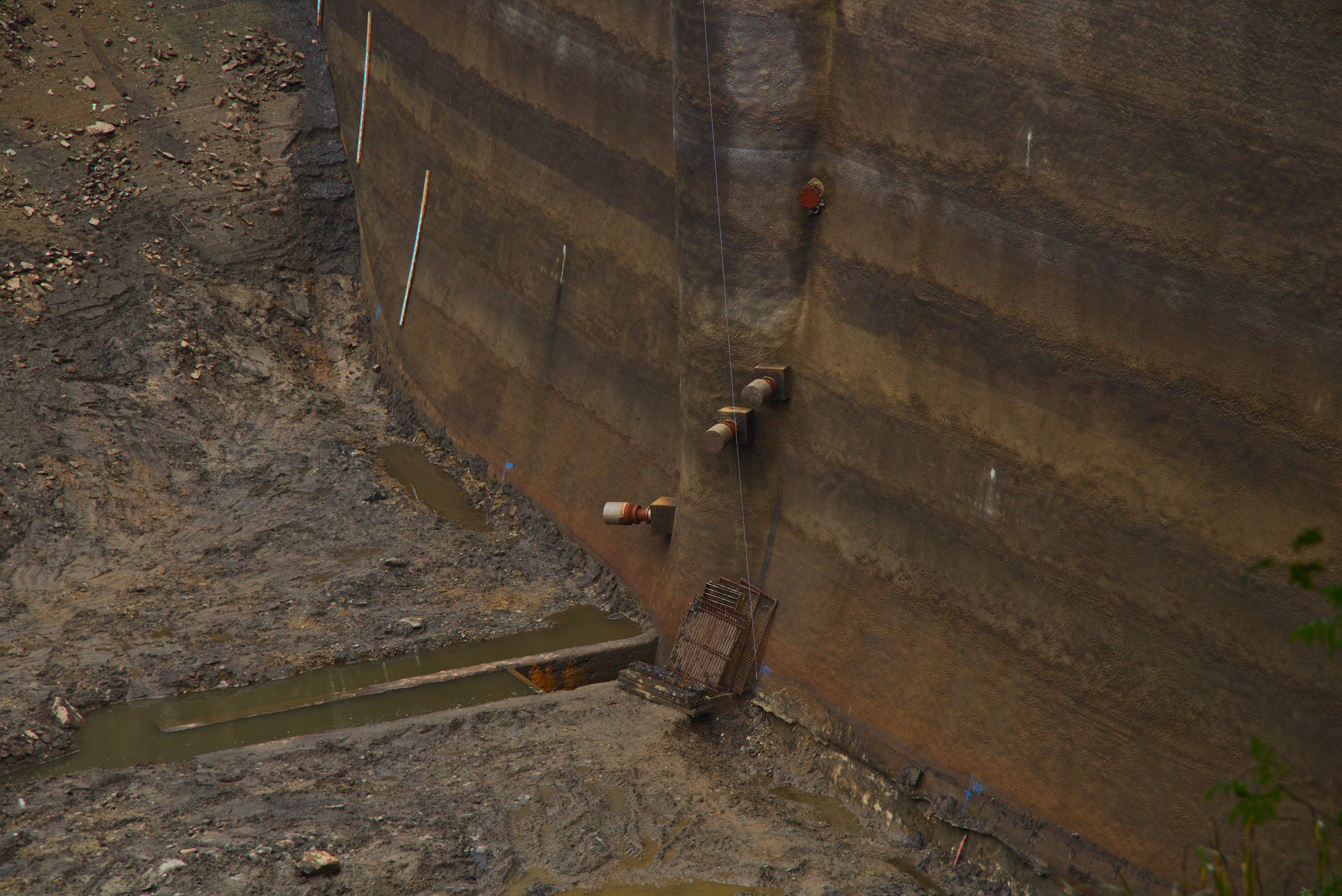
Detail na odběrná okna.
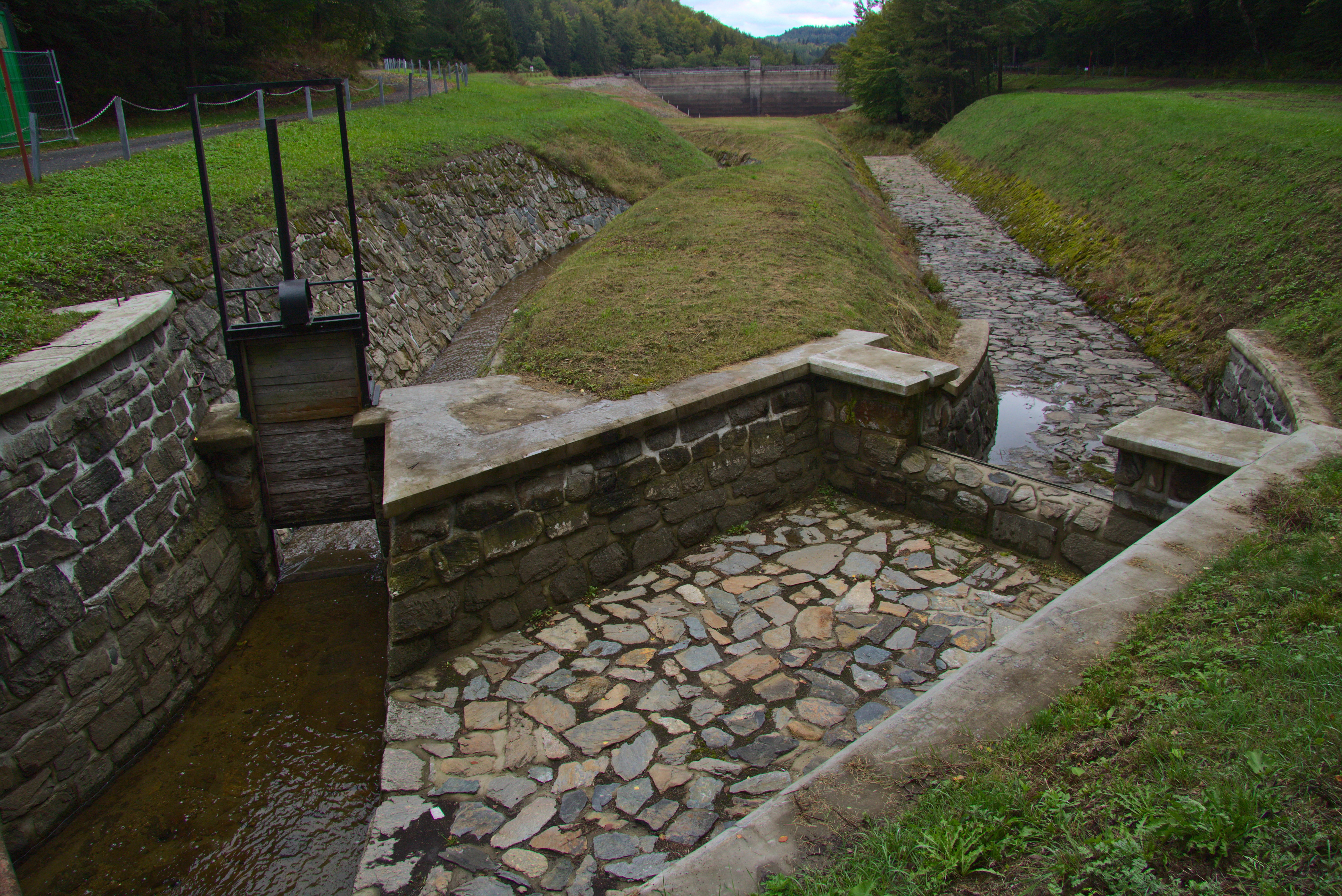
Odkloněný potok Kamenička.